# Taxi-App
Eine Taxi-App (auch Taxi-Bestell-App) ist eine mobile App zur Taxi-Bestellung ohne Telefonanruf.
Diese 2007/2008 mit dem Aufkommen moderner Smartphones entstandene Technik wurde durch die Verfügbarkeit genauer automatischer Ortsbestimmung und schneller mobiler Datenverbindungen, die Automatisierung im Taxigewerbe und die zunehmende Zahl von Smartphones möglich. Mittlerweile gibt es eine Reihe von Taxi-Apps, von denen jedoch nur wenige eine größere Verbreitung gefunden haben. 2016 haben EU-weit 8 % der Bürger von Taxi-Apps Gebrauch gemacht. In Deutschland waren es 3 % und in Großbritannien 27 %.

## Hintergrund
Im Gegensatz zur früher verbreiteten Sprachvermittlung ist heute in Europa die Vermittlung eines Auftrages zwischen Funkzentrale und Fahrzeug weitgehend automatisiert. Dafür brauchen die Taxis ein GPS-gestütztes Vermittlungsgerät mit einer Datenverbindung zum Vermittlungs-Server, meist über das Mobilfunknetz (seltener per Betriebsfunk). Auch die Annahme der Kundenaufträge kann automatisiert werden, beispielsweise per Internet-Bestellung, Sprachcomputer, Rufnummernerkennung (Telebooking), Rufautomat (beispielsweise in Hotels) oder Smartphone-App. Viele Apps bieten zusätzliche Features wie ein „Taxiradar“ an, also eine grafische Übersicht der verfügbaren Taxis, Berechnung des Fahrpreises oder Live-Verfolgung des Taxis bei der Anfahrt. Mittlerweile gibt es ausschließliche App-Anbieter, die keine andere Bestellmöglichkeit – beispielsweise per Callcenter – mehr anbieten und in Konkurrenz zu den herkömmlichen Funkzentralen stehen.
Funkzentralen bekommen von den Taxi-Unternehmern üblicherweise einen monatlichen Beitrag. Dies geschieht entweder in Form eines festen Beitrags pro Fahrzeug oder abhängig von der Zahl der vermittelten Aufträge. Bei ausschließlichen App-Anbietern bezahlen die Unternehmer eine Gebühr pro vermittelter Fahrt. Einige Taxizentralen hatten in der Vergangenheit ihren Mitgliedern den Einsatz von App-Anbietern wie Mytaxi verboten. Dies wurde aber auf Betreiben von Mytaxi (heute Free Now) untersagt.
Da die Kosten der Vermittlung dem Taxi-Unternehmer berechnet werden, sind Taxi-Apps und die Taxi-Bestellung für Kunden meist kostenlos.
In der Regel wird bei der Bestellung auf einer Karte die Position ermittelt und diese Position einer Adresse zugeordnet, die verändert oder mit Anmerkungen versehen werden kann. Bei der Bestellung werden nur die Adressangaben und keine geographischen Koordinaten an die Zentrale und den Fahrer übermittelt.
Nachteilig ist:
Diese Bestellung funktioniert bei einigen Apps nur bei eindeutigen Adressen und nicht an großen Örtlichkeiten ohne Adressierung, beispielsweise Flughäfen, manchen Industriegebieten etc.
Viele komplexere Fahraufträge können nicht automatisch angenommen oder vermittelt werden, wie wenn beispielsweise unklare Adressen, spezielle Bezahlvorgänge oder Extradienstleistungen (z. B. Tiermitnahme), die mit dem Fahrer abgesprochen werden müssen, bestehen. Zumindest ist nach der Vermittlung ein klärendes Gespräch mit dem Fahrer vonnöten, der einen solchen unklaren Auftrag annimmt.
Eine Taxi-App bietet allerdings für jeden, der darauf Zugriff hat, Einblicke in das Verhalten des Nutzers. So berichtete der Nachrichtendienst Bloomberg.com von einem Schüler, der sich von einem app-basierten Fahrdienst nach Hause fahren lässt und die Eltern diese Fahrten in dessen Smartphone nachverfolgen können. Das gäbe ihnen ein Gefühl von Sicherheit.

### Kritik
Von Taxizentralen und dem Bundesverband Taxi und Mietwagen (BZP), einem Verband aus Taxizentralen und ähnlichen Unternehmen, gab es 2011 Kritik an denjenigen der App-Anbieter, die mit den Funk-Zentralen und deren Apps konkurrieren: Sie seien nicht günstiger. Andere, in der zweiten Hälfte der 2010er Jahre aufkommenden Fahrdienste bieten jedoch auch Fahrten an, welche günstiger sind, als das klassische Taxi oder der herkömmliche Funkmietwagen. Diese (unwirtschaftlichen) Fahrten werden aber zur Markteinführung entweder durch Subventionen der Vermittler gestützt oder durch Fahrten, die an anderer Stelle, etwa bei Unwetter oder anderen hohen Bedarfen, deutlich oberhalb eines Taxipreises ausgeführt werden (Dynamic Pricing). Viele Funkzentralen würden durch die Apps in ihrer Existenz gefährdet.
Kritik gab es 2012 durch den BZP auch an den Investoren wie Daimler, der Telekom und der KfW-Bank für die Millionen-Unterstützungen von „mytaxi“. Mittlerweile ist der BZP Kooperationspartner einer mit Mytaxi konkurrierenden Taxi-App.

## Verbreitete Apps

### Eigenständige Apps für Taxizentralen
Einige Zentralen haben dem Namen nach eigene Apps, die technisch identisch mit überregionalen Apps sind (Branding).

### International

#### Bolt
Bolt ist ein 2013 unter dem Namen Taxify gegründetes estnisches Unternehmen, das unter anderem eine Taxi-App anbietet. Es hat seinen Hauptsitz in Tallinn und ist in Europa, Afrika, Asien und Lateinamerika tätig. Das Unternehmen hat nach eigenen Angaben weltweit 75 Millionen Kunden und mehr als 1,5 Millionen Fahrer nutzen diese Plattform (Stand August 2021).

#### DiDi
Didi Chuxing Technology Co. (Eigenschreibweise: DiDi) ist ein chinesisches Dienstleistungsunternehmen, das Fahrdienstleistungen vermittelt. Es veröffentlichte im Juni 2012 unter dem Namen Didi Dache eine App zur Bestellung von Taxis. Im November 2012 wurde das Unternehmen erstmals durch Tencent unterstützt. Nach weiteren Finanzierungsrunden folgte 2015 die Fusion mit dem größten Konkurrenten Kuaidi Dache, der unter anderem durch Alibaba finanziert wurde. Durch die Fusion deckte DiDi nun 90 % des Markts für Taxi-Vermittlung in China ab.

#### eCab
Die App eCab wurde von einem Zusammenschluss örtlicher Taxifirmen (eCab Alliance) in Frankreich entwickelt, und bei TAXIS G7, einem führenden europäischen Anbieter, eingebettet.
Sie war 2016 in 16 französischen Städten verfügbar, einigen weiteren europäischen Großstädten in sechs Ländern, drei in Kanada und 24 in Indien, mit insgesamt um die 100.000 Taxis.
Verfügbar ist die App in Englisch, Französisch und Niederländisch.

#### Gett
Gett wurde 2010 in Israel begründet. Gett hat nur zur Personenbeförderung lizenzierte Fahrer unter Vertrag und basiert auf einer Kommissionsbasis von 10 %. Daneben werden auch Lieferdienste und Logistikleistungen vermittelt. Ende 2016 waren 50.000 Fahrer in etlichen Großstädten, hauptsächlich in Israel und Russland, wie auch den USA und Großbritannien beschäftigt. 2016 stieg die Volkswagen AG bei dem Unternehmen ein, 2018 wieder aus. 2024 ist das Unternehmen in Großbritannien und Israel aktiv.
Die App ist für Android und iOS verfügbar.

#### Hailo
Hailo ist eine Taxi-App mit Angeboten in Großbritannien, Irland und Spanien, die ursprünglich in London und Dublin begonnen wurde. Aus den USA zog sich die Firma 2014 nach Misserfolgen wieder zurück.
Im Juli 2016 verkündeten die Unternehmen Mytaxi und Hailo, dass sie fusionieren werden. Der Name und die Technik von Mytaxi soll beibehalten werden, und Hailos Angebote zu Mytaxi migriert werden.

#### Free Now
Free Now (bis Anfang Juli 2019 „Mytaxi“) vermittelt zwei Arten von Fahrten: Reguläre Taxifahrten und in einigen Städten zusätzlich Taxifahrten, bei denen während der Fahrt fremde Fahrgäste zusteigen. Ab Ende Juli 2019 werden in einigen Städten darüber hinaus Mietwagen mit Fahrer vermittelt.
Mytaxi wurde 2010 in Hamburg vom Startup Intelligent Apps GmbH eingeführt, anfangs unter dem Namen 1TouchTaxi. Seit 2014 gehört Intelligent Apps vollständig zur Moovel GmbH, einer Tochtergesellschaft der Daimler AG.
Die App wurde zuerst in Hamburg, dann in Köln, Bonn und Berlin eingeführt und war im Oktober 2014 in über 40 Städten in Deutschland verfügbar, sowie international in Österreich (Wien, Graz, Salzburg), der Schweiz (Zürich), Spanien (Barcelona, Madrid), Polen (Warschau) und den USA (Washington). Im Juli 2012 hatte Mytaxi rund 15.000 angeschlossene Taxis in Deutschland und war bereits etwa 1,7 Millionen Mal heruntergeladen worden. Das Angebot wurde sukzessive bis 2015 auch nach Australien (Lizenz), Italien, Portugal und Schweden ausgeweitet.
Im Juli 2016 verkündeten die Unternehmen Mytaxi und Hailo, dass sie fusionieren werden. Hailo war in Großbritannien, Irland und Spanien sowie in den USA aktiv. Der Name und die Technik von Mytaxi soll beibehalten werden, und Hailos Angebote zu Mytaxi migriert werden. Nach der Fusion sollen nach eigenen Angaben bei Mytaxi dann grob 100.000 Taxifahrer registriert sein, was ca. 40.000 Taxis entspricht. Im Februar 2017 erfolgte die Fusion mit Taxibeat, dem größten Taxiapp-Anbieter in Griechenland (8000 angeschlossene Taxifahrer).
Andere Taxi-Apps arbeiten oft mit den bestehenden Taxi-Zentralen zusammen, wodurch sich weitere Servicemöglichkeiten (Rückfragen, Fundsachen, weitere Dienstleistungen) ergeben. Hierzu ist für den Kunden auch keine Registrierung nötig. Demgegenüber arbeitet Free Now nur mit einzelnen Taxiunternehmen zusammen, in dem jeder interessierte Taxiunternehmer und, in Folge, seine beschäftigten Fahrer sich bei Free Now registrieren. Da Free Now nicht mit den bestehenden Funkzentralen zusammenarbeitet, müssen sich die Fahrer eine spezielle Fahrer-App herunterladen. Ebenso müssen Kunden sich registrieren lassen, wenn sie die App nutzen wollen. Die Daimler AG wurde für ihre Beteiligung durch einen Zusammenschluss von Taxizentralen und ähnlichen Unternehmen kritisiert. Mytaxi sagte dazu: „Die Taxizentralen konnten den Taxiunternehmern bislang ihre Forderungen diktieren und haben nun Angst, weil sie durch uns Konkurrenz bekommen“.
Mitte 2012 wurden Möglichkeiten zur Vorbestellung und mobiler Zahlung integriert. Auf der CeBIT 2012 wurde Mytaxi unter 50 internationalen Teilnehmern als innovativste Geschäftsidee mit dem mit 25.000 Euro dotierten CODE_n12 Award ausgezeichnet.
Im Mai 2015 kam als Neuerung, dass Fahrten mit Mytaxi-Fahrern auch dann mit der App bezahlt werden können, wenn man das Taxi nicht über die App bestellt hat, sondern man es z. B. am Straßenrand herbeigewunken hat oder einfach nur am Flughafentaxistand eingestiegen ist.
In Berlin benötigten via Mytaxi bestellte Taxifahrer in einem Test von vergleich.org durchschnittlich 4,6 Minuten Anfahrtszeit. Netzwelt befand im Oktober 2017, nachdem sie drei Taxi-Apps getestet hatten, dass Mytaxi die erfolgreichste Taxi-App sei.
Seit dem 4. Dezember 2017 bietet Mytaxi den Dienst Match an. Durch diese Funktion ist es möglich, eine Taxifahrt mit einem oder mehreren fremden Fahrgästen zu teilen, der entlang der Route zusteigen und in die gleiche Richtung befördert werden möchten. Die Fahrtkosten werden dadurch für die Mitfahrer günstiger – so sollen neue, finanzschwache Kundengruppen angelockt werden, die bisher kaum ein Taxi nutzten. Das Angebot gilt zunächst nur in Hamburg, bald sollen weitere Großstädte wie Berlin oder München folgen.
Seit dem 15. Dezember 2021 verlangt Free Now auf Taxifahrten, die über die Free Now App bestellt werden, deutschlandweit eine sogenannte „Servicegebühr“ von 1,49 € pro Fahrt von den Fahrgästen (bei Einführung im September wurden noch 0,79 Euro verlangt). Auch andere Gebühren, etwa bei der Stornierung einer Fahrt durch den Kunden, wurden in vielen Orten eingeführt. Auf der Internetseite von Free Now wird angegeben: „Die Servicegebühr soll uns dabei unterstützen, die App stetig zu verbessern und Innovationen gemeinsam mit allen angeschlossenen Unternehmern weiter voranzutreiben.“ Jedoch bezweifelt das die Taxibranche und vermutet, dass Free Now mit der Gebühr Kunden Richtung Mietwagen-Vermittlung („Ride“) drängen möchte, da hier höhere Vermittlungsprovisionen von den Fahrern erhoben werden können.
Mytaxi gibt es für Apple iOS, Android, Blackberry 10 sowie Windows Phone 7.x und 8.x, sowie auch als Webapp. Es stellt für die Benutzeroberfläche die Sprachen Deutsch, Englisch, Französisch und Spanisch bereit, außer für die Webapp, diese gibt es nur in Deutsch und Englisch.

##### Neues Branding
Im Februar 2019 wurde verkündet, dass der Mehrheitseigner von Intelligent Apps, die Daimler AG, sich mit der BMW-Gruppe verbündet und die beiden ihre „bestehenden Angebote in den Bereichen CarSharing, Ride-Hailing, Parking, Charging und Multimodalität“ unter einer gemeinsamen Markenfamilie bündeln würden. Mytaxi werde hierfür im Laufe des Jahres in „Free Now“ umbenannt, um Teil des Verbunds von fünf neuen Marken zu werden: „Reach Now“ (Multimodal), „Charge Now“ (Charging), „Free Now“ (Ride-Hailing), „Park Now“ (Parking) und „Share Now“ (CarSharing). Logo und Aussehen der App würden sich auch ändern.
Im Juli 2019 erfolgte die Umbenennung in „Free Now“. Kurz darauf, Ende Juli, soll zudem wie schon früher angekündigt die Beschränkung der Vermittlung von Fahrten auf Taxis enden. So sollen dem Kunden mit der App daneben auch Mietwagen mit Fahrer (Funkmietwagen) angeboten werden.

##### Kritik
Bei Mytaxi wird der Datenschutz kritisiert. So werden umfängliche Daten des Taxifahrers, bestehend aus Benutzername, User-ID, Vor- und Nachname, Bewertung, Lichtbild und Telefonnummer an den Fahrgast übermittelt; ebenso kann der Fahrer von jedem auf der Karte identifiziert und verfolgt werden. Aus der Sicht der Fahrgäste sind die im Gegensatz zu Taxizentralen notwendige Übermittlung der Telefonnummer an den Fahrer und die Speicherung der Positionsdaten zu beanstanden.
Ein neues Vergütungssystem der vermittelten Fahrten, das seit Februar 2014 auf einer Art Auktion basierte (3–15 % des erzielten Fahrpreises mussten – frei wählbar – an Mytaxi abgeführt werden), wodurch also (neben anderen Faktoren wie Fahrerqualitätsbewertung oder räumliche Nähe), eher der Meistbietende eine Fahrt angeboten bekam, stieß auf breiten Unmut der angeschlossenen Taxifahrer. Diese Art der unbeliebten Vergütung wurde im Juli 2015 wieder abgeschafft und bis zum Oktober 2020 durch eine feste Provision von 7 % ersetzt (auch vom Trinkgeld). Seit dem 7. Oktober 2020 wird nunmehr ein fester Prozentsatz (12 %) des Fahrpreises als Provision berechnet. Auf eine Beteiligung am Trinkgeld wird verzichtet. Allerdings wird nun auch bei via App abgerechneten Einsteigertouren eine Provision von 6 % erhoben (zuvor waren diese kostenfrei). Auch wird für Fahrgäste seit Jahresende 2020 eine Stornogebühr von vier Euro erhoben, wenn sie eine Fahrt absagen. Diese Wirtschaftlichkeitsbemühungen erfolgten zu einer Zeit als Daimler seine Hälfte an dem Gemeinschaftsunternehmen Your Now Ende Juni 2020 nur noch mit 618 Millionen Euro und damit um 248 Millionen Euro niedriger als Ende 2019 bewertete. Die verlustträchtige Sparte sollte also verkauft werden und mit Uber stand auch ein potentieller Käufer vor der Türe.
In Köln trat Mytaxi ab Januar 2016 vorübergehend als Pächter der Bahnhofsvorplätze auf. Jedes Taxi (auch wenn es nicht Mytaxi angeschlossen ist) sollte verbindlich 120 Euro im Jahr an Mytaxi für eine Erlaubnisplakette zahlen, wenn es am Bahnhof Fahrgäste aufnehmen wollte. Nach Protesten vieler Kölner Taxifahrer, beharrlichem Ignorieren des Bereithaltungsverbotes trotz fehlender Plakette und einer rechtlichen Prüfung durch die Stadt Köln wurde die umstrittene Regelung Mitte Februar 2016 wieder aufgehoben.
Mytaxi stellt weder in der App noch auf der Webseite Servicerufnummern bereit, über welche Probleme oder Fragen der Nutzer kommuniziert werden können. Kosten und Ressourcen für die Bearbeitungen von alltäglichen Aufgaben wie die Klärung von Kundenbeschwerden oder die Rückführung von Fundsachen verblieben somit bei den örtlichen Taxizentralen.

#### taxi.eu
taxi.eu ist ein internationales Netzwerk von Taxi-Funkzentralen.
In Zusammenarbeit mit europäischen Funkzentralen in zunächst rund 60 Städten – darunter Berlin, München, Hamburg, Wien, Amsterdam, Zürich, Kopenhagen, Brüssel und Prag – entwickelte die österreichische Firma Austrosoft/FMS aus Wien im Jahr 2011 die App. Die Firma für Vermittlungssysteme bietet seit den 1980er Jahren elektronisches Taxi-Flotten-Management an, eine Vorgänger-App von taxi.eu existierte bereits 2010.
Juni 2021 waren laut Stiftung Warentest mindestens 119 Städte in das System integriert. Nach eigenem Bekunden sollen es allerdings 160 Städte, 65.000 Taxis und 205.000 Fahrer sein. Mit Hilfe von weiteren Taxi-Netzwerken und der International Road Transport Union wurden 2014 Erweiterungen in die USA und nach Großbritannien vereinbart. In Deutschland beispielsweise konnten zu der Zeit 90 % aller Taxis über taxi.eu bestellt werden – unter anderem durch eine Kooperation im Rahmen des Deutschen Taxi-Service-Netzwerks (DTN).
2021 war das Angebot in zehn europäischen Ländern verfügbar.
Durch eine Kooperation mit einer Pariser Taxizentrale, die die Taxi-App eCab betreibt, kann taxi.eu tausende Pariser Taxen anbieten.
Bei taxi.eu sind die Taxi-Unternehmer weiterhin bei einer Taxizentrale angemeldet.
Wird erst später ein Taxi benötigt, kann eine Vorbestellung eingegeben werden. An Orten, an denen keine vollautomatische Taxibestellung mit taxi.eu möglich ist, werden die Telefonnummern der örtlichen Taxizentralen angezeigt.
Bezahlt wird beim Fahrer, europaweit, sowie in den vier größten deutschen Städten und sechs weiteren deutschen Städten alternativ auch über die App mit PayPal oder Kreditkarte (Stand: März 2017).
taxi.eu ist für Apple iOS (iPhone und iPad) und Android verfügbar. Die Bestellung auf Laptops, PCs und Mobil-Plattformen wie Blackberry ist auch ohne App über eine gleich aussehende Webseite mit herkömmlichen Browsern möglich.
Die Benutzeroberfläche ist in den Sprachen Deutsch, Englisch, Französisch, Tschechisch, Dänisch und Niederländisch verfügbar.

#### Uber
Das 2009 in Kalifornien gegründete Unternehmen Uber mit Europasitz in Amsterdam bietet weltweit eine App für einen Fahrdienst mit Funkmietwagen (Uber Black), Privatpersonen (Uber Pop), Funkmietwagen (UberX) sowie konzessionierter Taxis (Uber Taxi). Es war Mitte 2016 in an die 500 Städten vertreten.
Die bei Uber Pop unter Vertrag genommenen Privatpersonen führen die Aufträge mit ihrem eigenen PKW aus. Bei Uber angemeldete Kunden bestellen via Smartphone und bezahlen bargeldlos mit Hilfe der App.
Diese Art der – als Mitfahrgelegenheit oder Sharing Economy bezeichneten – Vermittlung ist umstritten, da die Fahrer gegebenenfalls nicht alle Voraussetzungen für die gewerbliche Personenbeförderung erfüllen (z. B. Sehtest, Gewerbeanmeldung, geeignete Versicherungen). Der Dienst Uber Pop wird deshalb in etlichen Ländern, darunter Deutschland, aus rechtlichen Gründen nicht angeboten.
Die Vermittlung UberX erfolgt mit genehmigten Funkmietwagen. Zur Markteinführung 2015 werden künstlich verbilligte Preise oft unter den Selbstkosten angeboten, die zum Wechsel von herkömmlichen Fahrdiensten zu Uber verleiten sollten. Die Praxis, dass bei UberX Fahrer Aufträge ohne Weisung aus dem Betriebssitz annehmen können, wurde am 19. Dezember 2019 mit Bezug auf das Personenbeförderungsgesetz, was so etwas nicht gestatte, gerichtlich verboten. Zudem wurde vom Gericht bemängelt, dass Uber die Preise festlege und nicht die beauftragten Mietwagenunternehmen sowie dass Uber die Einhaltung der Rückkehrpflicht durch die Unternehmen nicht ausreichend kontrolliere. Uber hat darauf sein Vermittlungsverfahren umgestellt und bietet den Dienst jetzt in dieser neuen Form an. Fahrer können einen Auftrag jetzt erst sehen, wenn er durch den Betriebssitz gelaufen ist. Des Weiteren arbeitet Uber jetzt pro Stadt nur noch mit einem Unternehmen zusammen. Dieses übernimmt wesentliche Aufgaben wie die Festlegung der Preise. Zudem überwacht Ubers Vermittlungssystem jetzt die Einhaltung der Rückkehrpflicht und Fahrer würden laut Uber bei Nichteinhaltung ausgeschlossen.
Die App gibt es für iOS, Android und Microsoft Windows 10 Mobile.

### Deutschland

#### BetterTaxi
BetterTaxi bietet eine deutschlandweite Taxi-Buchung per App. Es ist die einzige App, die deutschlandweit sowohl Taxi als auch Festpreisfahrten anbietet. Die Festpreisfahrten sind insbesondere für Flughafentransfers geeignet. Die Preise liegen jedoch stets geringfügig, und bei „Premium-Service“-Angeboten auch deutlich, über den örtlichen Taxitarifen. Das Unternehmen wickelt die Aufträge in Zusammenarbeit mit den lokalen Taxi-Zentralen ab. Das Berliner Startup kooperiert mit den drei großen deutschen Taxi-Technologieanbietern Austrosoft/FMS, GefoS und Seibt & Straub sowie mit dem deutschen Taxi- und Mietwagenverband (BZP) und provisionsbasierten Vermittlern wie Talixo.
BetterTaxi gibt es für iPhone, iPad sowie als Webapp.

#### ShuttlePool
ShuttlePool ist die App zur Buchung von geplantem oder spontanen Fahrservice in der Stadt, Flughafentransfer, Firmenfahrservice oder zu sonstigen Anlässen. Fahrpreise werden nach Eingabe der vollständigen Start- und Zieladresse nach Entfernung und Fahrtzeit berechnet und als fester Endpreis dem Kunden angezeigt. Optional können auch Leistungen wie „Begleitung am Zielort“ als Hilfe durch den Fahrer oder „Kindersitze“ etc. gebucht werden. Zahlungen sind mit bar, mit Paypal, Kreditkarte oder per Rechnung möglich.
An ShuttlePool sind selbstständige Taxi- oder Mietwagenunternehmer mit behördlicher Erlaubnis nach dem Personenbeförderungsgesetz angeschlossen, die sich zuvor mit der ShuttlePilot-App angemeldet haben. Diese App für Fahrer dient zur Auftragsannahme.
Der Service von ShuttlePool ist an allen großen deutschen Standorten verfügbar und wird, laut eigenen Angaben, auch in angrenzenden Ländern, sowie auf der spanischen Insel Mallorca angeboten.
ShuttlePool-App und ShuttlePilot-App sind für Android und Apple iOS verfügbar.

#### taxi.de
In Zusammenarbeit mit Funkzentralen und Taxi-Unternehmern entwickelte die Talex mobile solutions GmbH ebenfalls eine Taxi-App. Als Freemium-Anbieter stellt taxi.de die Vermittlungsleistung als einziger Anbieter kostenlos für Taxifahrer zur Verfügung. Schon allein die Tatsache, dass es jedem Fahrer offensteht, sich bei taxi.de zu registrieren, ist auch selten unter deutschen Taxi-Apps, denn die meisten anderen vermitteln nur solche Taxis, die zu mit ihnen verbündeten Zentralen gehören. Taxi.de wurde im Juni 2012 gegründet.
Die Benutzeroberfläche ist auf Deutsch verfügbar. Wird erst später ein Taxi benötigt, kann eine Vorbestellung eingegeben werden. Einen Fahrpreisrechner gibt es ebenfalls.
Bei Fahrern, die das kostenlos von taxi.de zur Verfügung gestellte Kartenlesegerät in Anspruch nehmen, ermöglicht dieses die Bezahlung mit Girocard, Visa-Karte und Mastercard.
taxi.de ist für Apple iOS (iPhone und iPad) und Android verfügbar. Die Bestellung auf Laptops, PCs und Mobil-Plattformen wie BlackBerry ist auch ohne App über eine gleich aussehende Webseite mit herkömmlichen Browsern möglich.

#### Taxi Deutschland
Die App wird von einer gemeinsamen Servicegesellschaft der Taxizentralen angeboten. Nach eigenen Angaben funktioniert die App in allen Städten mit mehr als 5000 Einwohnern. Das sind grob zweieinhalbtausend Städte. Vor der ersten Bestellung müssen Name und Telefonnummer eingegeben werden, eine Registrierung ist nicht notwendig. Die App ermittelt den Standort des Benutzers, zeigt die umliegenden Fahrer und den Fortschritt der Bestellung an mit voraussichtlicher Ankunftszeit. Diese Bestellung über die App geht in 79 der Städte. In den restlichen Städten wird stattdessen ein Anruf an die örtliche Taxizentrale ausgelöst. Die Taxi-Deutschland-App ist an das bundesweite Buchungsnetzwerk des Deutschen Taxi- und Mietwagenverbands angeschlossen und Mitglied im internationalen IRU-Netzwerk. In einigen Städten können Fahrten per Kreditkarte direkt über die App bezahlt werden.
Die App existiert derzeit für die Betriebssysteme Android und iOS.

### ehemalige Apps in Deutschland

#### CleverShuttle

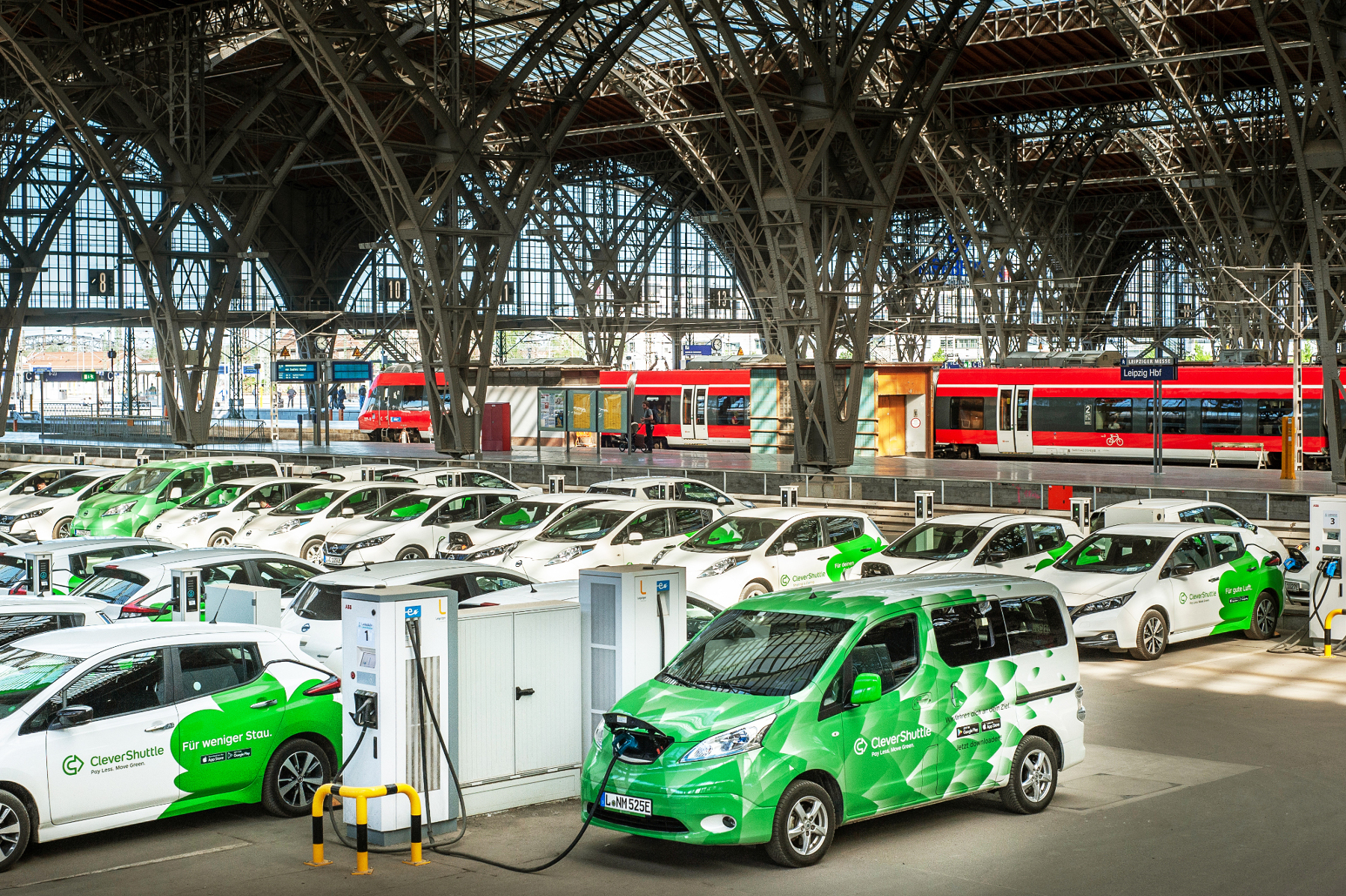
Ehemaliger Betriebssitz von CleverShuttle am Leipziger Hauptbahnhof

CleverShuttle wurde 2014 in Berlin als GHT Mobility GmbH von Bruno Ginnuth, Jan Hofmann und Slava Tschurilin gegründet. Das Unternehmen bot einen sogenannten Ridepooling-Fahrservice an. Der Fahrtpreis war pro Fahrgast fixiert und sollte etwa bei der Hälfte dessen liegen, was ein Taxi mit nur einem Fahrgast kosten würde.
Nach einer mehrmonatigen Testphase in Berlin und München begann der reguläre Betrieb Anfang 2016 in Leipzig und München, gefolgt von Hamburg und Berlin. Seit 2018 war CleverShuttle zudem in Stuttgart, Dresden und Frankfurt am Main aktiv. In Leipzig und Dresden ging Clevershuttle dazu ein Joint-Venture mit der Verlagsgesellschaft Madsack ein. Im Juli 2019 nahm CleverShuttle den Betrieb in Kiel auf. Der Standort an der Förde wurde gemeinsam von der GHT Mobility GmbH und den Kieler Nachrichten betrieben. Im Januar 2020 startete CleverShuttle den Betrieb in Düsseldorf. Das Unternehmen kooperierte hier mit den Stadtwerken Düsseldorf, die sowohl die Parkplätze, als auch die Lade-Infrastruktur zur Verfügung stellten.
Bei CleverShuttle kamen ausschließlich Wasserstoff- und Elektroantriebe zum Einsatz. Die Flotte bestand dabei in erster Linie aus dem Nissan Leaf, einem rein elektrischen Kleinwagen, und dem mit einer Brennstoffzelle betriebenen Toyota Mirai. Die Wagen wurden gesetzlich als Mietwagen eingestuft.
Nachdem die Deutsche Bahn AG bereits 2017 als Investor eingestiegen war, übernahm sie im Herbst 2018 die Anteile der anderen Investoren und wurde damit zum Mehrheitseigner der GHT Mobility GmbH. Die Deutsche Bahn wollte eigenen Angaben zufolge so ihr Angebot um die letzte Meile zum oder vom Bahnhof ergänzen.
Im Oktober 2019 wurde bekannt, dass der Betrieb in Frankfurt, Hamburg und Stuttgart eingestellt wird. Kurz darauf verkündete CleverShuttle einen neuen Investor. Mitsui Bussan, ein japanischer Mischkonzern, übernahm 12 % der Anteile der GHT Mobility GmbH. Mehrheitseigner des Unternehmens blieb weiterhin die Deutsche Bahn. Am 26. Juni 2020 verkündete Clevershuttle, dass auch das Angebot in Berlin, Dresden und München aus wirtschaftlichen Gründen einstellt werde. An den anderen Standorten sorgten die regionalen Partnerschaften für den weiteren Fortbestand. Mit Stand Februar 2022 war Clevershuttle in Essen, Dormagen, Leipzig, Salzgitter sowie mehreren Gebietskörperschaften im Rhein-Main-Verkehrsverbund mit Ridepooling-Angeboten vertreten.
Am 3. Mai 2023 wurde berichtet, dass Clevershuttle Insolvenz angemeldet hat.

#### Cabdo
Cabdo war eine lokale, auf ein Unternehmen bezogene App aus Dortmund über die Taxis und Funkmietwagen bestellt werden konnten. Cabdo war im Ruhrgebiet mit der eigenen CABDO-Plattform in den Städten Dortmund, Bochum, Essen und Hagen und Umgebung vertreten.
Als Reaktion auf die COVID-19-Pandemie und als Unterstützung für lokale Dortmunder Restaurants, bot Cabdo ab April 2020 zusätzlich die Möglichkeit, Gerichte, Lebensmittel und Getränke nach Hause sowie zur Selbstabholung zu bestellen. Die Buchung geschah dabei über die reguläre CABDO-App. CABDO Food war zwischenzeitlich auch in Hagen und Umgebung.
Cabdo wurde mit dem Deutschen Mobilitätspreis 2021 von dem Bundesministerium für Verkehr und digitale Infrastruktur und der Initiative Deutschland – Land der Ideen als Plattform für On-Demand-Services ausgezeichnet.
Anfang 2023 stellte Cabdo seine Personenbeförderung in Dortmund ein. Die tragende Gesellschaft Your Driver GmbH erklärte zu Ende 2024 ihre Abwicklung.

### Österreich

#### Cangoo
Cangoo ist eine lokale App aus Wien.
Weitere Apps mit nur lokalem oder Einzelunternehmensbezug und mit nur kleiner Teilnehmerzahl sind Daxi, Taxi 31300 oder die Flinta App (vormals Leiwand Taxi).

### Vereinigtes Königreich

#### Kabbee
In London hat Kabbee 4000 Minicab-Fahrer unter Vertrag.

### Nordamerika

#### Lyft
Lyft wurde 2012 in San Francisco in Kalifornien gegründet. Das Angebot war 2015 schon in 200 amerikanischen Städten verfügbar. Seit 2016 besteht eine Kooperation mit General Motors.
2018 erreichte das Unternehmen in den Vereinigten Staaten und Kanada einen Umsatz von 2,2 Milliarden US-Dollar, erzielte dabei jedoch einen Verlust von 911 Millionen US-Dollar. Beim Börsengang im März 2019 wurde das Unternehmen mit 24 Milliarden US-Dollar bewertet.